# NGC 7521
NGC 7521 es una galaxia lenticular (S0) localizada en la dirección de la constelación de Pisces. Posee una declinación de -1°43′50″ y una ascensión recta de 23 horas, 13 minutos y 35,3 segundos.
A galaxia NGC 7521 fue descubierta en 18 de noviembre de 1864 por Albert Marth.